# I Told You I Was Trouble: Live in London
I Told You I Was Trouble: Live in London este un album în concert lansat de cântăreața engleză Amy Winehouse pe 5 noiembrie 2007.

## Conținut
1. Intro/„Addicted”
2. „Just Friends”
3. „Cherry”
4. „Back to Black”
5. „Wake Up Alone”
6. „Tears Dry On Their Own”
7. „He Can Only Hold Her”
8. „Doo Wop (That Thing)” (preluare după Lauryn Hill)
9. „Fuck Me Pumps”
10. „Some Unholy War”
11. „Love Is A Losing Game”
12. „Valerie”
13. „Hey Little Rich Girl” (împreună cu Zalon și Ade)
14. „Rehab”
15. „You Know I'm No Good”
16. Encore: „Me & Mr. Jones”
17. Encore: „Monkey Man”
18. Outro: „End/Goodbyes”

1. ↑  Česko-Slovenská filmová databáze